# الکساندر سوکولوف
الکساندر سوکولوف (به روسی: Алекса́ндр Сергеевич Соколов) (زاده ۱ مارس ۱۹۸۲) بازیکن والیبال اهل روسیه، عضو تیم ملی والیبال روسیه و تیم نووی ارنگوی است. او به همراه تیم ملی روسیه مدال طلا المپیک ۲۰۱۲، مدال طلا جام جهانی ۲۰۱۱ و مدال طلا لیگ جهانی ۲۰۱۱ را به دست آورد.